# 1628 en philosophie
Chronologie de la philosophie
- 1624
- 1625
- 1626
- 1627
- 1628
- 1629
- 1630
- 1631
- 1632

L’année 1628 a été marquée, en philosophie, par les événements suivants :

## Publications
- Caspar van Baerle : 
  - Hymnus ad Christum;
  - Poemata (1628, 1645).

- Les Règles pour la direction de l'esprit (Regulae ad directionem ingenii, vers 1628 - 1629) est une œuvre inachevée de Descartes. Il y expose des règles pour diriger son esprit. Elles sont au nombre de 21. Chaque règle est énoncée, puis (pour les 18 premières seulement) commentée par Descartes.

- Marie de Gournay :  trois poèmes, in Recueil de plusieurs inscriptions proposées pour remplir les Tables d'attente estans sous les statues du Roy Charles VII et de la Pucelle d'Orléans...

- Francisco Suárez : De ultimo fine hominis.